# 218752 Tentlingen
218752 Tentlingen este un asteroid din centura principală de asteroizi.

## Descriere
218752 Tentlingen este un asteroid din centura principală de asteroizi. A fost descoperit pe 7 noiembrie 2005 la Marly la Observatorul Naef. Asteroidul prezintă o orbită caracterizată de o semiaxă mare de 2,59 ua, o excentricitate de 0,25 și o înclinație de 13,4° în raport cu ecliptica.